# Nhạc pop Hungary
Nhạc pop Hungary (tiếng Anh: Hungarian pop) là dòng nhạc pop ở đất nước Hungary. Dòng nhạc này thường gắn liền với ca khúc "Chủ nhật buồn" của Rezső Seress, được tái thể hiện bởi nhiều nghệ sĩ. Những nghệ sĩ nổi tiếng nhất gồm có Kati Kovács, Zsuzsa Koncz, Judith Szűcs, Péter Máté, Locomotiv GT, Omega, Neoton Família, Karthago, Jimmy Zámbó. Nổi bật trong số các tài năng mới của nhạc pop Hungary là Kállay Saunders và Linda Király.

## Lịch sử hình thành

### Thập niên 1930
Một trong nghệ sĩ đầu tiên của nhạc pop Hungary là Rezső Seress - tác giả bài hit toàn thế giới Chủ nhật buồn trong lúc sống ở Paris, khi mà ông đang cố gắng để trở thành một nhà sáng tác ca khúc thành danh vào cuối năm 1932. Seress sáng tác bài hát ở thời điểm diễn ra Đại khủng hoảng và chủ nghĩa phát xít ngày càng bành trường ở Hungary, mặc dù một số nguồn tư liệu khác nhau lại cho rằng bài hát của ông được lấy cảm hứng từ nỗi buồn đời tư thay vì mối lo về tương lai của thế giới.
Ở các thập niên 1930 và 1940, Pál Kalmár là một trong những ca sĩ thành danh nhất ở Hungary. Ông cũng được ghi nhờ vì đã hát bài Chủ nhật buồn. Ông còn xuất hiện trong bộ phim điện ảnh St. Peter's Umbrella công chiếu năm 1935 và do Géza von Cziffra làm đạo diễn.

### Thập niên 1940

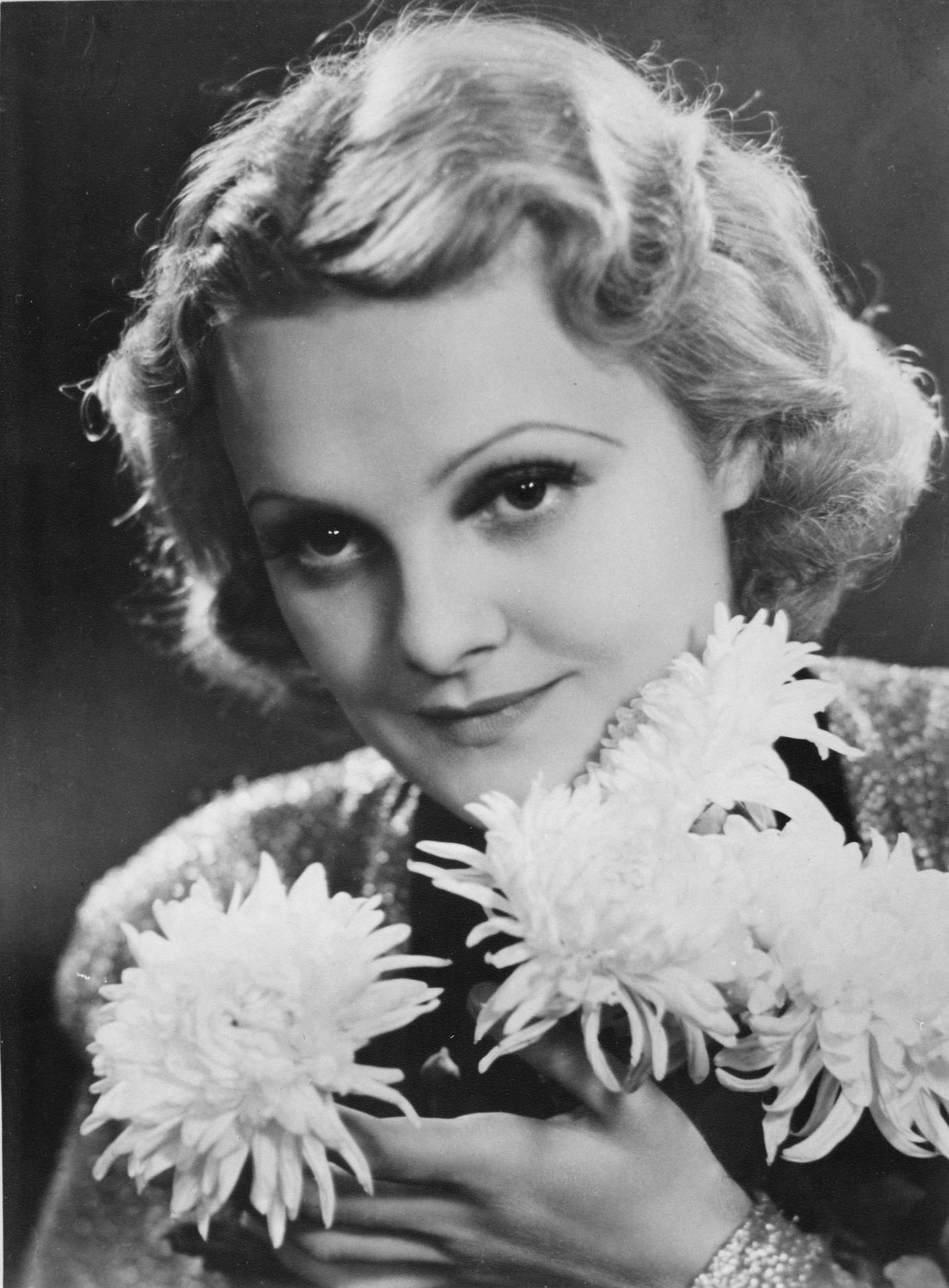
Vali Rácz, nữ diễn viên kiêm ca sĩ nổi danh ở các thập niên 30 và 40.

Ở cuối thập niên 1930, Vali Rácz trở thành một ca sĩ kiêm diễn viên nổi tiếng của Hungary, với đỉnh cao sự nghiệp đạt được vào thập niên 1940. Cô thường xuyên biểu diễn ở các hộp đêm và là một nghệ sĩ thu âm. Rácz còn đóng khoảng 20 bộ phim điện ảnh của Hungary. Do ngoại hình quyến rũ và sức hấp dẫn giới tính, cô đã giành được danh tiếng và được ví là ‘Marlene Dietrich của Hungary’. Vali Rácz tốt nghiệp Nhạc viện Franz Liszt ở Budapest vào năm 1932. Từ năm 1933 đến 1934, cô biểu diễn tại Nhà hát Thành phố và sau đấy là Nhà hát Hungary. Kể từ năm 1936 trở đi, cô hát tại 'Terézkörúti Színpad' và Nhà hát Thành phố trong 3 năm. Kể từ sau năm 1945, cô là thành viên của Nhà hát Hoàng gia Revue, Nhà hát Medgyaszay rồi kế đến là Kamara Varieté. Cô thủ vai trong 20 bộ phim, nhưng chủ yếu là vai ca sĩ, đồng thời tổ chức các buổi hòa nhạc solo tại Nhạc viện và Vigadó Concert Hall, cũng như thường xuyên hiện diện tại hộp đêm Hangli Kioszk.

### Thập niên 1950
Cuối thập niên 1950, Éva Mikes nổi danh ở Hungary với chất giọng đặc trưng và lối hát dịu dàng. Mikes bắt đầu sự nghiệp âm nhạc vào cuối thập niên 1950 tại phòng thu ở Magyar Rádió. Cô nổi tiếng nhất với bài hát trữ tình và lãng mạn, cô đã giành được vị trí số một trong bảng xếp hạng Hungarian Top Hit Chart đầu tiên – xuất bản trên Ifjúsági Magazin (tạp chí cho giới trẻ) vào năm 1965 với ca khúc Te szeress legalább. Cô cũng trở nên nổi tiếng ở các nước Đông Âu, chẳng hạn như Liên Xô và Ba Lan. Cô còn góp mặt tại Liên hoan ca khúc quốc tế Sopot. Sau khi dòng nhạc pop beat cổ điển mất dần đi sức thu hút ở quê nhà, cô đã quyết định giải nghệ vĩnh viễn. Năm 1973 – sau khi con gái cô chào đời – cô đã rời sân khấu và đi làm giáo viên dạy nhạc. Những đĩa đơn nổi bật của cô gồm có Ahogy mentem az utcán (1961), Ami szívemen a számon (1964), Egy kicsi szerencse (1965), Első szerelem (1965), Engem nem lehet elfelejteni (1965), Esős vasárnap délután (1965) và nhiều bài nữa.
Thành công lớn đầu tiên của Erzsi Kovács gắn liền với bài hát Régi óra halkan jár ("The Old Clock Ticks Softly") vào năm 1957, nhưng trước đó cô đã giành một đĩa bạch kim vào năm 1955 với lượng tiêu thụ hai triệu rưỡi đĩa bán ra. Năm 1964, công ty thu âm bỏ rơi cô nên cô chuyển ra nước ngoài sống. Trong 14 năm kế tiếp cô đi hát tại Đức, Thụy Điển và trên các tàu du lịch. Sau khi trở về quê nhà cô chủ yếu đi lưu diễn ở nông thôn. Cô cũng có nhiều buổi hòa nhạc tại Royal Park Stage, Budapest Concert Hall và Nhà hát Opera ở Budapest. Trong album Mosolyogva búcsúzom cô hát bản hát lại bài Quand S'arrêtent les violons của Dalida. Những đĩa đơn nổi bật của cô gồm có Veled is megtörténhet egyszer/Megszerettelek (1960), Szeretlek Budapest/Rejtély (1960), Ha könnyezni látom a két szemed/Bámulom az eget (1962), Szóba sem jöhet más tánc/Kék öböl (1964), Hová tűnt a sok virág/Ki emlékszik rá (1964) và nhiều bài nữa.

## Các nghệ sĩ và ban nhạc pop Hungary
- Ádok, Zoltán
- Ákos
- Amber Smith
- Back II Black
- Balázs, Pali
- Balázs, Klári
- Bálint, Eszter
- Bayer, Friderika
- Bogi
- Bonanza Banzai
- Bródy, János
- ByeAlex
- Carbonfools, The
- Charlie
- Compact Disco
- Cserháti, Zsuzsa
- Csézy
- Delhusa Gjon
- Demjén, Ferenc
- Dobrády, Ákos
- Éder, Krisztián
- Első Emelet
- Emil.RuleZ!
- EZ Basic
- Fekete Vonat
- Fool Moon
- Geszti, Péter
- Görbe, Nóra
- Harcsa, Veronika
- Heaven Street Seven
- Illés
- Irie Maffia
- Janicsák Veca
- Kállay Saunders
- Kalmár, Pál
- Karády, Katalin
- Karamel
- Karthago
- Kern, András
- Katona, Klári
- Keresztes, Ildikó
- Király, Linda
- Király, Viktor
- Kispál és a Borz
- Kocsis, Tibor
- Kolin, The
- Koncz, Zsuzsa
- Korda, György
- Kovács, Erzsi
- Kovács, Kati
- Kowalsky meg a Vega
- Lokomotiv GT
- Magna Cum Laude
- Pápai Joci
- Máté, Péter
- Mary, Zsuzsi
- MDC
- Metró
- Mikes, Éva
- Moog, The
- Neoton Família
- Nox
- Nguyen Thanh Hien
- Ocho Macho
- Oláh, Ibolya
- Omega
- Pannonia Allstars Ska Orchestra
- Pápai Joci
- Pélyi, Barna
- Pierrot
- Poniklo, Imre
- Puzzle, The
- Rácz, Vali
- Radics, Gigi
- Rapülők
- Republic
- R-GO
- Rúzsa, Magdolna
- Schmidt, Vera
- Shane54 (aka Előd Császár)
- Supersonic
- Szabó, Szilvia Péter
- Szandi
- Szécsi, Pál
- Szörényi, Levente
- Szulák, Andrea
- Szűcs, Judith
- T.N.T.
- Tolvai, Renáta
- Tóth, Gabriella
- United
- Vanilla, Ágnes
- Vastag Csaba
- V.I.P.
- Vizy, Marton
- Yonderboi
- Žagar
- Zalatnay, Sarolta
- Zámbó, Jimmy
- Zorán

## Các nhạc sĩ pop Hungary thế hệ đầu
- Báthory, Zoltán
- Báthory-Kitsz, Dennis
- Brolsma, Gary
- Cetera, Peter
- Derakh, Amir
- Gedeon, Géza
- Jarrett, Keith
- Kesha
- Lengyel, Theo
- Morissette, Alanis
- Quatro, Suzi
- Ramone, Tommy
- Simmons, Gene
- Sioux, Mariee
- Such, Alec John
- Swizz Beatz
- Szabó, Gábor
- Szakácsi, Gábor
- Téglás, Zoltán

## Các nhà sản xuất nhạc Hungary
- Báthory, Zoltán
- Csicsak, Norbert
- Kasza, Tibor
- Ladanyi, Greg
- Muranyi, Joe
- Ramone, Tommy
- Schram Dávid
- Zoltán Takács